# عدشيت الشقيف
عدشيت الشقيف هي إحدى القرى اللبنانية من قرى قضاء النبطية في محافظة النبطية.

## الموقع
- تقع عدشيت الشقيف في قضاء النبطية أحد أقضية محافظة النبطية هذه المحافظة هي واحدة من ثمان محافظات يتشكّل منها لبنان الإداري.[2]
- تبعد عدشيت الشقيف 81 كلم (50.3334 مي) عن بيروت عاصمة لبنان
- ترتفع 400 م (1312.4 قدم - 437.44 يارد) عن سطح البحر وتمتد على مساحة 406 هكتاراً (4.06 كلم²- 1.56716 مي²).